# La Baume-d'Hostun
La Baume-d'Hostun este o comună în departamentul Drôme din sud-estul Franței. În 2009 avea o populație de 505 de locuitori.

## Evoluția populației
| An        | 1975 | 1982 | 1990 | 1999 | 2006 | 2009 |
| --------- | ---- | ---- | ---- | ---- | ---- | ---- |
| Populație | 262  | 250  | 324  | 364  | 455  | 505  |